# Micrargeria
Micrargeria é um género botânico pertencente à família Orobanchaceae.

## Espécies
| - Micrargeria barteri - Micrargeria filiformis - Micrargeria formosana - Micrargeria pulchella | - Micrargeria scopiformis - Micrargeria sopubioides - Micrargeria wightii |